# Duimpjes
De Duimpjes-uitgaven zijn heel goedkope boekjes die voornamelijk in Vlaanderen verschenen rond het einde van de 19e en het begin van de 20e eeuw.
In 1886 stichtte Victor de Lille (ook wel Victor Delille genoemd), een jonge en toen nog niet erg bekende drukker van 23 jaar uit Maldegem het weekblad 't Getrouwe Maldeghem, waarin een vaste column onder de titel Duimpjes verscheen met korte pittige nieuwtjes. Hieruit ontstond het latere “Duimpjesblad”, wat aanvankelijk een klein formaat had  “om op aantrekkelijke wijs het volk zijne eigene goede schrijvers te doen lezen” . Dit blad vormde met 24 pagina's die wekelijks verscheen de basis van de uitgeverij.
Maar grote oplagen bleven uit, het sloeg aanvankelijk niet aan bij het 'gewone volk' waarvoor het blad bedoeld was. Doch Victor Delille zette door: hij wilde het volk leren om boeken te kopen, en hij bood schrijvers aan om hun manuscripten gratis te drukken, of in ruil voor een kleine vergoeding.  “In Vlaanderen worden ook wel boeken geschreven, maar men koopt er geen boeken; men moet ze krijgen” , aldus Victor Delille in 1897 toen de Duimpjesuitgave begon.
De beginprijs lag bij circa 3 frank, en hij produceerde aanvankelijk een vijftal boeken per jaar, die hij aan inschrijvers verkocht. De winst van zijn tijdschrift “'t Getrouwe Maldeghem” besteedde hij aan de bekostiging van de serie Duimpjesuitgaven.
De eerste uitgaven waren werken van halfvergeten volksschrijvers, zijn vriendin mevrouw Courtmans, van de verteller Evrevisse, en Lodewijk Gerrits. Maar al in 1897 kwamen er andere boeken uit: “Onze Jongens van 1798” door priester Pattijn en ook “De Stem uit het Woud” van Delille (1898) zelf.
In 1899, de derde jaargang verscheen het eerste boek van Stijn Streuvels, "Lenteleven”. Victor Delille schreef op het achterblad aan de lezers:
 “Dat is nu Stijn Streuvels' Lenteleven. Hebben wij te veel beloofd, toen we zegden dat, met den derden jaargang, de Duimpjesuitgave een gansch nieuw leven inging? We moeten voor Vlaanderen iets maken dat al de naburige landen sedert lange jaren reeds bezitten... Ineens tot de hoogte reiken der Engelsch-Duitsche Tauchnitz-edition, de Bibliothek der Gesamtlitteratur, der Guldenseditie, enz. kan niet. Maar de Duimpjesuitgave is zoo ingericht dat wij er naartoe gaan op de zekerste wijs: het is eene ononderbroken uitgaaf, daardoor de voordeelen genietende der periodieken in zake de postverzending, en de inschrijfprijs is zeer laag.” 
Doordat er nu een goede schrijver was uitgebracht steeg de interesse in de Duimpjesuitgaven, en verkreeg de uitgever meer erkenning. Delille die aanvankelijk kritiek kreeg op de soms ruwe frasen van Streuvels schakelde vervolgens een aantal Vlaams-katholieke schrijvers en paters in, om de boeken in Vlaanderen een beter imago te geven.
In de Duimpjes-uitgaven verschenen onder andere:
- Onze Jongens van 1798 - Priester Pattijn (1897)
- De Stem uit het Woud - Victor Delille (1898)
- Lenteleven - Stijn Streuvels, (1899)
- De Familie Schrikkel - Hilda Ram (1899)
- Sparrenegels - Emiel De Grave (1899)
- Hooger Vlucht - Louisa Duykers (1899)
- Langs verschillende paden - Louisa Duykers (1899)
- Lena - Louisa Duykers (1899)
- De Boeren, "Wat er door en voor de boeren kan gedaan worden" - Adv. Em. Vliebergh (1900)
- Eenige begrippen van landhuishoudkunde - Adv. Em. Vliebergh (1900)
- Wouters jonge jaren, "Bladzijden uit het levensboek van een idealist" - Omer Wattez (1900) (nr.18)
- Gusten, verhaal uit den ouden tijd - Alfons Mervillie (1902)
- Een Mei van Vroomheid - Maurits Sabbe (1903) (nr. 39)
- Paus Pius X - Alfons Mervillie (1904) (nr. 47)
- Duipmjes-Almanak - (1905)
- Vijf dagen in Vlaanderen - Pater H. Linnebank, (1909) (nr. 78)
- Bloeikens - Franz de Backer (1913). Met pentekeningen van Herman Broeckaert. (nr. 104)
- Reizen en kijken - Pater H. Linnebank Maldegem Duimpjesuitgave, (1922) (nr.111)
- Gekke Sprookjes - Jozef Arras
- Bloemen verzekes , "een tweede jaarkrans van gedichtjes verschenen in " 't getrouwe Maldeghem" (1925) (nr. 120)

## Bron
- artikel over Duimpjes